# Miguel Puche
Miguel Puche García (Tarazona, Zaragoza, Aragón, España, 30 de abril de 2001), deportivamente conocido como Miguel Puche, o simplemente Puche, es un futbolista español que juega como delantero en el F. C. Arouca de la Primeira Liga portuguesa.

## Carrera
En 2017 debutó en Segunda División B con el Club Deportivo Tudelano, con tan sólo dieciséis años, club en el que estuvo cedido para su equipo juvenil en la temporada 2017-18 por el Real Zaragoza.
Debutó como jugador del Real Zaragoza el 13 de agosto de 2021 en el Estadio de La Romareda durante el primer encuentro de la competición liguera de la temporada 2021-22 que disputó el cuadro aragonés contra la Unión Deportiva Ibiza. Entró en sustitución de Iván Azón en el minuto 81 de juego y disputó el tramo final del partido, que finalizó con un empate sin goles. Disputó un total de 52 encuentros en los que marcó dos goles, uno al C. F. Fuenlabrada y otro al C. D. Leganés.
El 6 de agosto de 2023 se hizo oficial su traspaso al Futebol Clube de Arouca portugués con el que iba a tener la opción de jugar la Liga Europa Conferencia de la UEFA.

## Clubes
| Club             | País     | Año       |
| ---------------- | -------- | --------- |
| Deportivo Aragón | España   | 2020-2022 |
| Real Zaragoza    | España   | 2022-2023 |
| F. C. Arouca     | Portugal | 2023-     |